# Steven Chu
Steven Chu (Chinees: 朱棣文; pinyin: Zhū Dìwén) (Saint Louis, 28 februari 1948) is een Amerikaans experimenteel natuurkundige van Chinese herkomst. In 1997 kreeg hij met Claude Cohen-Tannoudji en William Daniel Phillips de Nobelprijs voor de Natuurkunde "voor de ontwikkeling van methoden om atomen af te koelen en te vangen met laserlicht."
Op 20 januari 2009 werd hij minister van Energie van de Verenigde Staten, onder president Obama. In april 2013 trad hij terug uit deze functie.

## Biografie
Chu werd geboren in Saint Louis als zoon van Ju Chin Chu en Ching Chen Li. Hij is afkomstig uit een familie van geleerden. Zijn vader, die in 1943 in Amerika arriveerde, zette zijn studie chemical engineering voort aan MIT en was docent scheikunde op de Washington-universiteit in Saint Louis en het Brooklyn Polytechnic Institute, terwijl zijn moeder economie heeft gestudeerd. Zijn oudere broer, Gilbert Chu (1946), is hoogleraar en onderzoeker in de biochemie en geneeskunde aan de Stanford-universiteit. Zijn jongste broer Morgan Chu (1950) is advocaat en voormalige partner bij het advocatenbureau Irell & Manella LLP.
Na de Garden City High School studeerde Steven wis- en natuurkunde aan de universiteit van Rochester omdat zijn middelbare-schoolcijfers niet de allerhoogste waren om toegelaten te worden aan Harvard of Princeton. Na het behalen van zijn bachelorgraad in 1970 ging hij naar de universiteit van Californië - Berkeley. In 1976 promoveerde hij er in de theoretische natuurkunde. Aansluitend bleef hij twee jaar aan als postdoc-onderzoeker, totdat hij in 1978 naar Bell Labs ging omdat hij goed was in experimenteel werk. Hier voerde hij met collega’s het werk uit waarvoor hij in 1997 de Nobelprijs kreeg – laserkoeling. Hierbij worden atomen opgesloten in een 'magneto-optische val', gevormd door drie laserstralen die loodrecht op elkaar staan.
In 1987 verliet hij Bell Labs om hoogleraar fysica te worden aan de Stanford-universiteit en waar hij van 1990 tot 1993 en van 1999 tot 2001 leiding gaf aan de faculteit fysica. Ook raakte hij geïnteresseerd in polymeren en moleculaire biologie. Samen met drie andere hoogleraren was hij initiatiefnemer van het Bio-X programma, dat zich richtte op interdisciplinair onderzoek in biologie en geneeskunde. Ook speelde hij een belangrijke rol in de oprichting van het "Kavli Institute of Particle Astrophysics and Cosmology".
In augustus 2004 werd Chu aangesteld als directeur van het Lawrence Berkeley National Laboratory, een nationaal onderzoekscentrum dat onder de verantwoordelijkheid valt van het Amerikaanse ministerie van Energie maar beheerd werd door UC Berkeley. Gelijktijdig trad hij toe tot zowel de universitaire faculteit van natuurkunde alsmede de faculteit van moleculaire en celbiologie. Onder Chu’s leiderschap werd Berkeley Lab een centrum van onderzoek naar biobrandstof en zonne-energietechnologie. Speerpunt was het laboratoriums Helios-project, een initiatief om methoden te ontwikkelen om zonne-energie aan te wenden als alternatieve bron van energietransport.

## Minister van Energie
Chu is een uitgesproken voorstander van meer onderzoek naar alternatieve energie en kernenergie als vervanging voor de fossiele brandstoffen die hij verantwoordelijk houdt voor de opwarming van de aarde. In december 2008 maakte Barack Obama de benoeming bekend van Steven Chu als minister van Energie in zijn nieuwe kabinet. Zijn motivatie was dat het Amerikaanse volk moest afkicken van zijn olieverslaving. 
Chu werd de eerste minister die al een Nobelprijs heeft voor aanvang van zijn ministeriële taak. In april 2013 trad hij terug en werd opgevolgd door Ernest Moniz, een hoogleraar aan MIT die al eerder een hoge positie had bekleed op het ministerie. Chu keerde terug naar Stanford, als professor in de natuurkunde en moleculaire celfysiologie.

## Erkenning
Chu is lid van de Amerikaanse National Academy of Sciences, de American Academy of Arts and Sciences, de American Philosophical Society en de Academia Sinica. Daarnaast is hij buitenlands lid van de Chinese Academie van Wetenschappen en de Koreaanse Academie van Wetenschap en Technologie.
- Gemeinsame Normdatei: 141983523
- International Standard Name Identifier: 0000 0003 7450 1476
- Library of Congress Control Number: no2002105390
- Mathematics Genealogy Project: 239349
- Nationale Bibliotheek van Israël: 987007347452905171
- ORCID: 0000-0002-4572-0154
- SNAC: w6fb6fdb
- Système universitaire de documentation: 083716351
- Virtual International Authority File: 78456254
- WorldCat: E39PBJm4V3PGqQ9kwjhrqVQg8C